# Mimí metalúrgico, herido en su honor
Mimí metalúrgico, herido en su honor (Mimì metallurgico ferito nell'onore) es una comedia negra de 1972 dirigida y escrita por Lina Wertmüller, protagonizada por Giancarlo Giannini, Mariangela Melato, Agostina Belli y Luigi Diberti. La película se centra en un albañil de Catania que pierde su trabajo y se ve obligado a migrar a Turín.

## Argumento
Carmelo Mardocheo (Giancarlo Giannini) es un joven albañil que está frustrado en su matrimonio con Rosalía (Agostina Belli) y sin esperanzas de un mejor trabajo. Tras ser despedido por votar en contra del candidato de la mafia, es obligado a mudarse solo a Turín, donde consigue trabajo en una fábrica de metales y se enamora de una joven vendedora ambulante y agitadora comunista (Mariangela Melato). Un tiempo después, se  Mientras, recibe cartas de su esposa, quien le comparte que empezó a trabajar para ahorrar e ir a verlo. Un nuevo roce con la mafia lo obliga a volver a Catania, donde tendrá que enfrentarse a su vieja vida.

## Reparto
- Giancarlo Giannini - Carmelo Mardocheo, Mimì
- Mariangela Melato - Fiorella Meneghini
- Agostina Belli - Rosalía Capuzzo in Mardocheo
- Luigi Diberti - Pippino
- Elena Flore - Amalia Finocchiaro
- Tuccio Musumeci - Pasquale
- Gianfranco Barra - Sargento Amilcare Finocchiaro

## Reconocimientos
| Festival                                           | Premio                  | Nominación         | Resultado                                                 |
| -------------------------------------------------- | ----------------------- | ------------------ | --------------------------------------------------------- |
| Festival de Cannes                                 | Palma de Oro            | Lina Wertmüller    | Nominación                                                |
| Premio David di Donatello                          | Mejor actor             | Giancarlo Giannini | Ganador, compartido con Alberto Sordi por Why?            |
| Premio David di Donatello                          | David Especial          | Mariangela Melato  | Ganadora, compartido con The Working Class Goes to Heaven |
| Sindicato Nacional Italiano de Periodistas de Cine | Mejor actor             | Giancarlo Giannini | Ganador                                                   |
| Sindicato Nacional Italiano de Periodistas de Cine | Mejor actriz            | Mariangela Melato  | Ganadora                                                  |
| Globo d'Oro                                        | Mejor actor revelación  | Giancarlo Giannini | Ganador                                                   |
| Globo d'Oro                                        | Mejor actriz revelación | Mariangela Melato  | Ganadora                                                  |
| Copa de Oro Italia                                 | Mejor actor             | Giancarlo Giannini | Ganador                                                   |
| Copa de Oro Italia                                 | Mejor actriz            | Mariangela Melato  | Ganadora                                                  |